# Glória (Bahia)
Koordinaten: 9° 20′ 17″ S, 38° 15′ 17″ W
Glória ist eine brasilianische Gemeinde im Bundesstaat Bahia. Die Gemeinde liegt auf 250 Metern Höhe über dem Meeresspiegel und erstreckt sich über 1282,13 km². Im Jahre 2018 zählte sie schätzungsweise 15.208 Einwohner.